# Tomás Morales
 Tomás Morales SJ (* 30. Oktober 1908 in Macuto, Venezuela; † 1. Oktober 1994 in Alcalá de Henares, Spanien) war spanischer Jesuit und Gründer der katholischen Arbeiterbewegung Hogar del Empleado, der Säkularinstitute Cruzados und Cruzadas de Santa María sowie der apostolischen Bewegung für Familien Hogares de Santa María und der Jugendbewegung Milicia de Santa María. 

## Leben und Werk
Tomás Morales wurde als neuntes Kind von Josefa Pérez und Antonio Morales in Macuto (Venezuela) geboren. Da die Familie ein Jahr später nach Spanien übersiedelte, verbrachte er seine Kindheit und Jugend in Madrid. Dort besuchte er zunächst die Jesuitenschule von Chamartín und studierte dann Jura an der Universidad Central. Als Vorsitzender der katholischen Studentenschaft beteiligte er sich rege am akademischen Leben seiner Zeit. Nach dem erfolgreichen Abschluss seines Studiums promovierte er im italienischen Bologna, wo er für seine Doktorarbeit eine besondere Auszeichnung erhielt. Gleichzeitig wuchs in ihm jedoch die Gewissheit, dass seine eigentliche Berufung nicht eine weltliche Karriere war. Er erkannte, dass Gott ihn zum Priestertum berief. So trat er mit 23 Jahren in das Noviziat der Jesuiten in Chevetogne (Belgien) ein und wurde am 13. Mai 1942 in Granada zum Priester geweiht.
Als er 1946 nach Madrid zurückkehrte, begann er mit einer intensiven Seelsorgearbeit unter den Arbeitern und Angestellten. Für sie gründete er die katholische Arbeiterbewegung Hogar del Empleado, die bald schon mehrere Tausend Mitglieder zählte. In prophetischer Vorausschau stellte er sein Priestertum ganz in den Dienst der Laien, überzeugt vom unverzichtbaren Wert ihrer in der Taufe empfangenen Gaben und Charismen für die volle Verwirklichung der missionarischen Sendung der Kirche. Frucht seiner vielfältigen Bemühungen war die Gründung zweier Säkularinstitute, Cruzados de Santa María und Cruzadas de Santa María, sowie die Entstehung verschiedener apostolischer Bewegungen, einer Familienbewegung (Hogares de Santa María), einer Jugendbewegung (Milicia de Santa María) und schließlich auch einer Vereinigung für Priester.
Am 1. Oktober 1994 starb P. Morales in Alcalá de Henares (Madrid). Sein Todestag fiel auf den ersten Samstag im Rosenkranzmonat Oktober und zugleich auf das Fest der hl. Thérèse von Lisieux. Beide – die Gottesmutter und die kleine Thérèse – hatte er zeitlebens besonders verehrt. Nachdem er im Rufe der Heiligkeit gestorben war, wurde am 24. Juni 2000 in Madrid sein Seligsprechungsprozess eröffnet.

## Seine Schriften
Seine geistlichen und pädagogischen Erfahrung hielt P. Morales in mehreren Büchern fest, unter anderem in Forja de hombres („Schmiede der Person“), Laicos en marcha („Laien im Aufbruch“) und Hora de los laicos („Die Stunde der Laien“). Darüber hinaus verfasste er noch weitere geistliche Schriften für die Mitglieder seiner Institute.